# Asakura Fumio

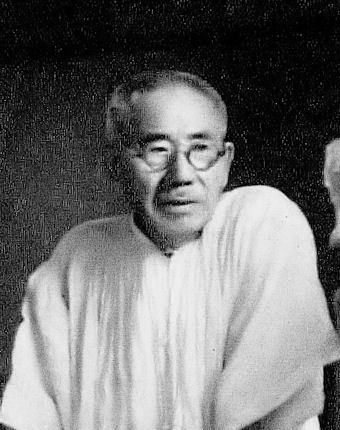
Asakura Fumio

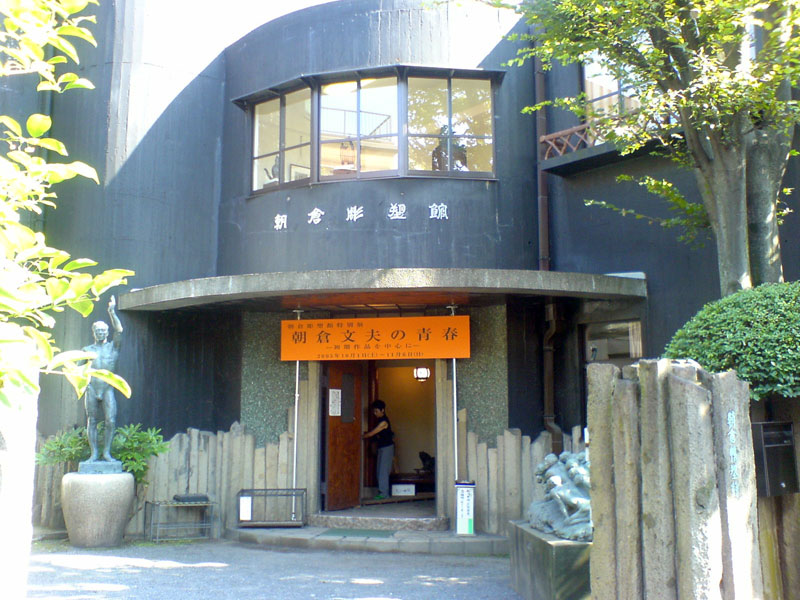
Asakura Skulpturen-Museum

Asakura Fumio (japanisch 朝倉 文雄; geb. 1. März 1883 in der Präfektur Ōita; gest. 18. April 1964) war ein japanischer Bildhauer der Meiji-, Taishō- und Shōwa-Zeit.

## Leben und Werk
Asakura Fumio wurde in der Präfektur Ōita geboren. 1907 machte er seinen Abschluss an der Kunsthochschule Tōkyō bijutsu gakkō, der heutigen Geidai. Beginnend mit der 2. Bunten-Ausstellung im Jahr 1908 wurde er auf den nächsten acht Ausstellungen mit Preisen ausgezeichnet. Mit seinem Beitrag auf der 2. Ausstellung mit dem Titel „Dunkelheit“ (闇 Yami) und auf der 4. Ausstellung mit dem Titel „Der Totenwächter“ (墓守 Hakamori), für die er jeweils den zweiten Preis erhielt, wurde er in der Kunstwelt trotz seiner Jugend bereits anerkannt.
Danach stellte Asakura über die Perioden der Meiji-, Taishō- und Shōwa-Zeit Akte und andere Kunstwerke auf der Bunten, Teiten und Nitten aus und nahm damit eine führende Rolle unter den Bildhauern seiner Zeit ein. Zu seinen bekannten Skulpturen gehört die des Gelehrten und Politikers Ōkuma Shigenobu. – Neben seiner Tätigkeit als Professor in der Abteilung für Bildhauerei an der Tōkyō bijutsu gakkō (1920 bis 1944) leitete er persönlich die „Asakura-Schule für Bildhauerei“ (朝倉彫造塾 Asakura Chōsō juku), wo er viele junge Bildhauer ausbildete.
Asakuras Stil ist durch eine durchweg naturalistische Ausprägung gekennzeichnet, verbunden mit einer sehr guten Modellierungstechnik. Sein Werk war sehr einflussreich, womit er die Verbreitung des westlichen akademischen Stils förderte. Zu seinen repräsentativen Werken sind neben dem erwähnten „Totenwächter“ auch die Bronzestatue eines Jünglings, „Der Schatten junger Tage“ (若き日の影,  Wakaki hi no kage), und „Ein guter Fang“ (良く得たり Yoku etari) zu erwähnen. Asakura ist auch bekannt für seine Katzen-Skulpturen. – Er wurde 1924 Mitglied der Kaiserlichen Akademie der Künste und erhielt 1948 den Kulturorden. Viele seiner Werke sind im Asakura Skulpturen-Museum (朝倉彫塑館 Asakura Chōsokan) in Tokyo zu sehen. Seine Grabstätte befindet sich auf dem Friedhof Yanaka.

## Bilder

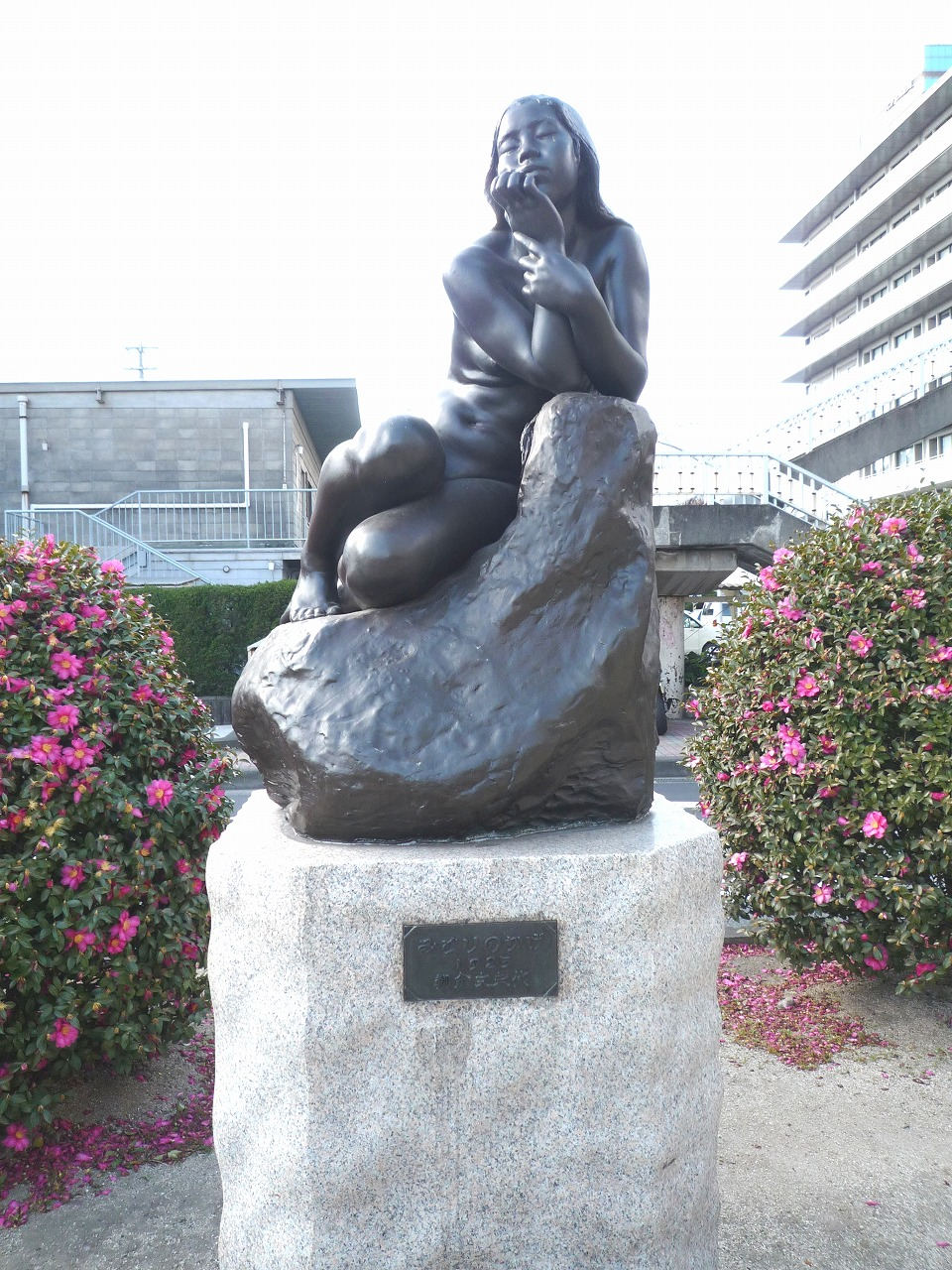
„Schatten des Grüns“ (1925)
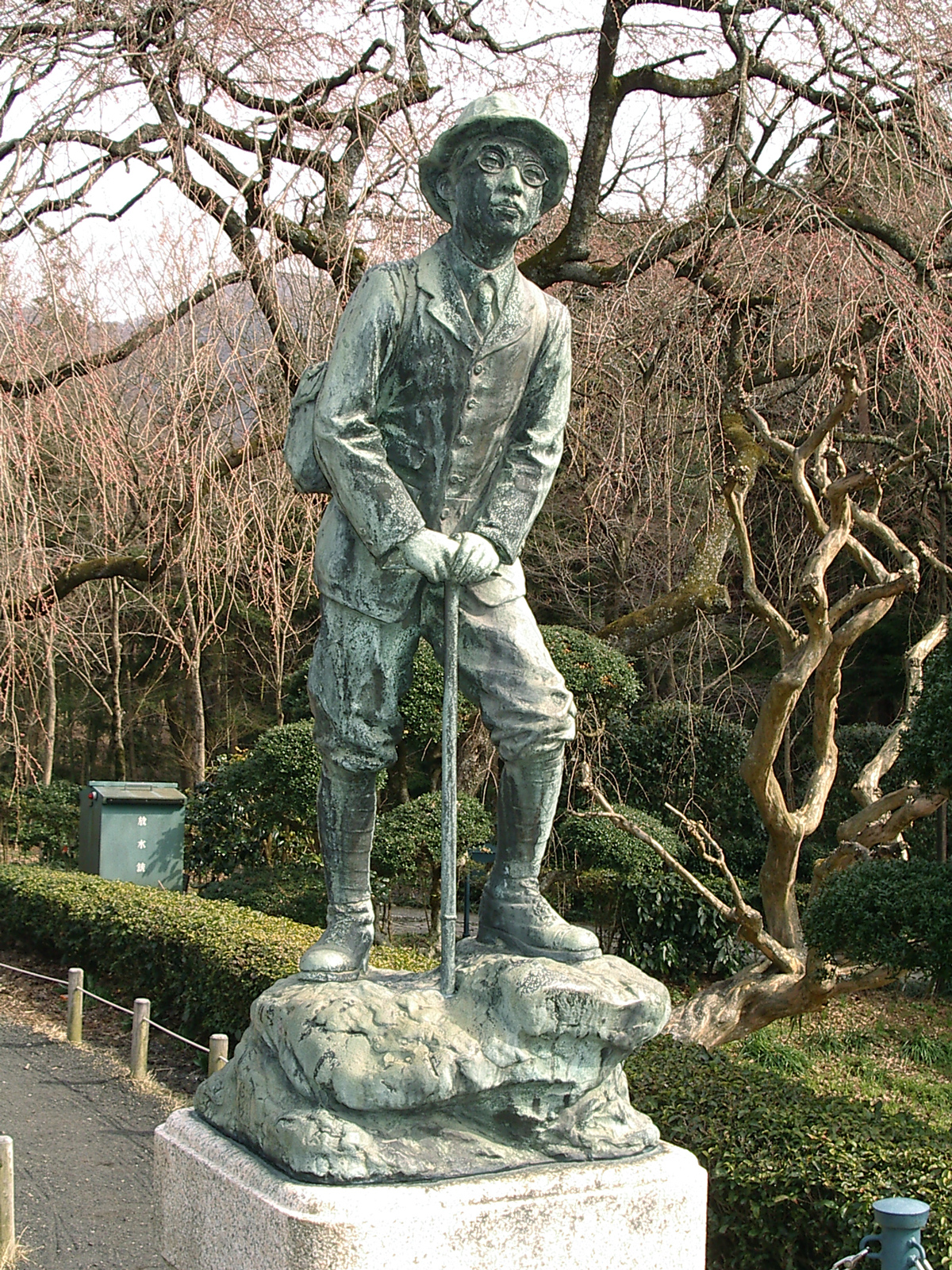
Prinz Chichibu (1928)
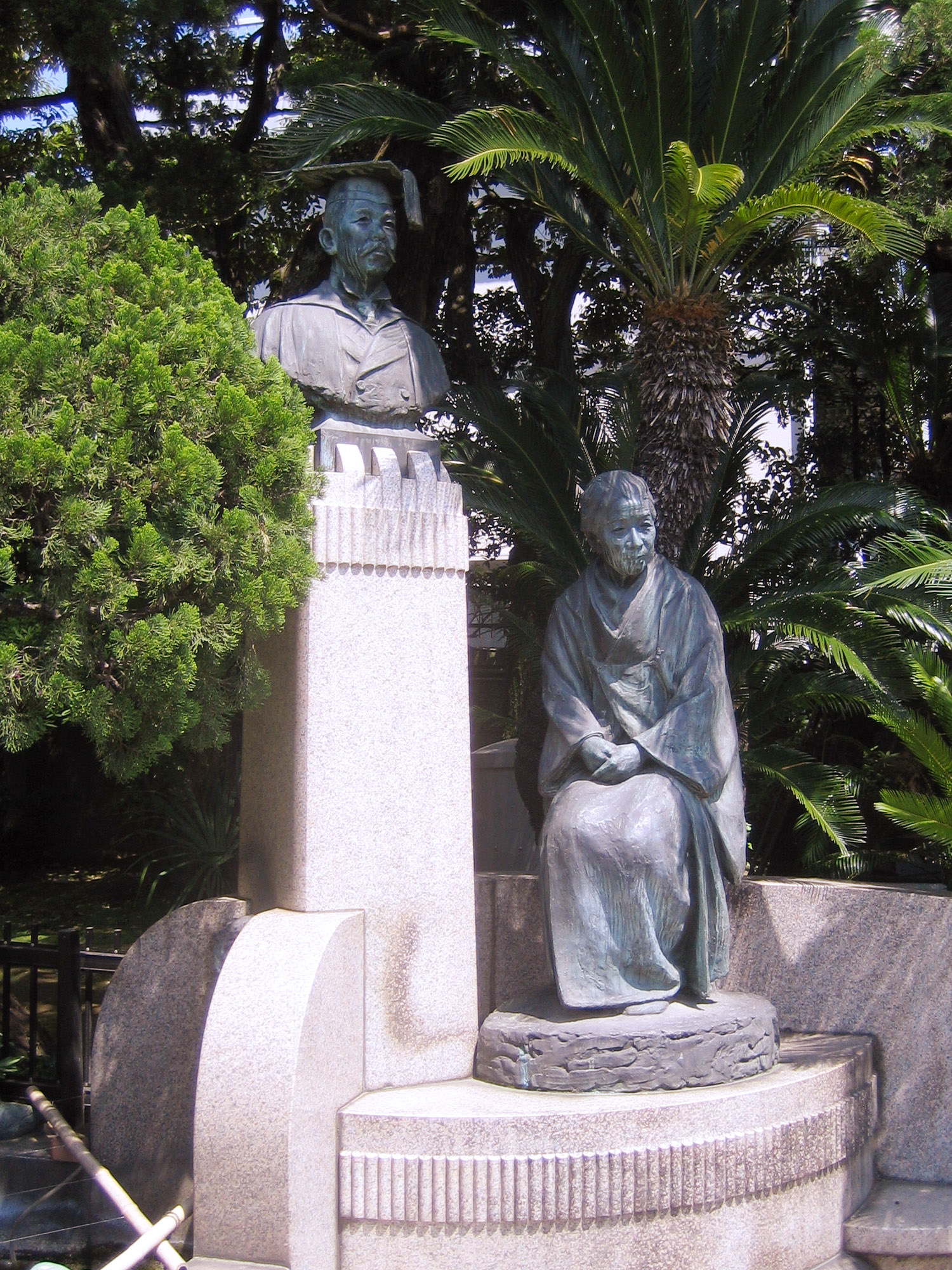
Hatoyama Kazuo (1930)
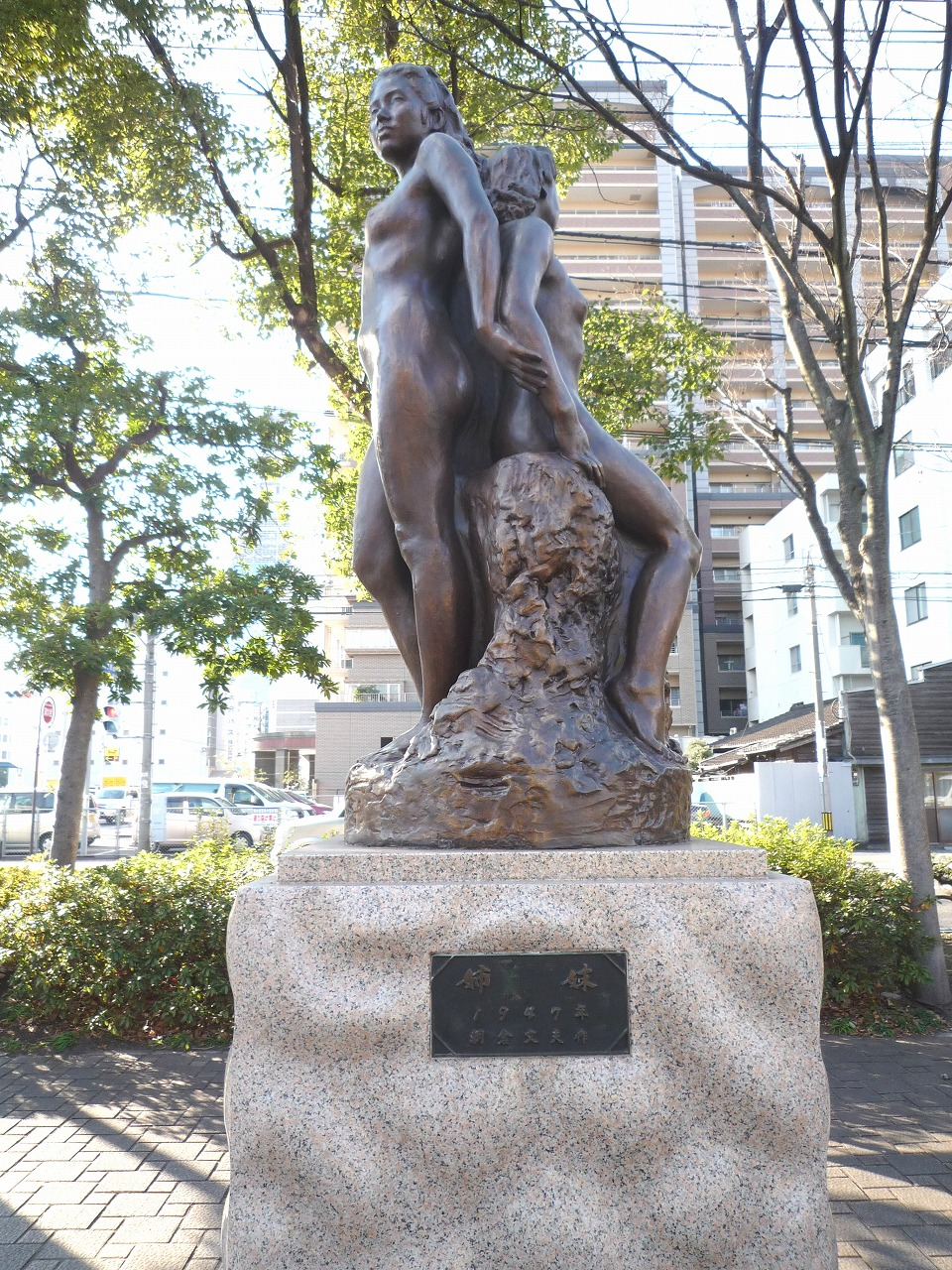
Schwestern (1947)
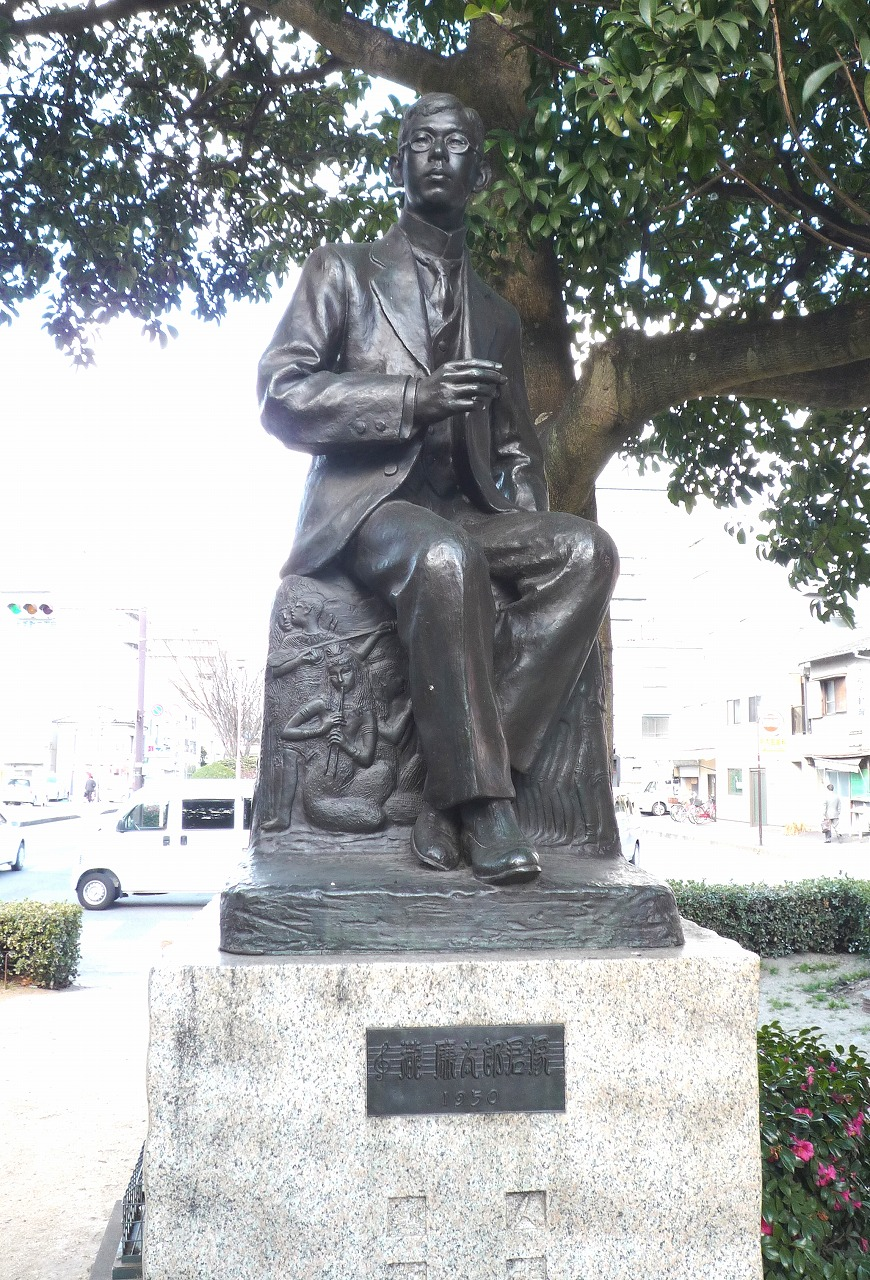
Taki Rentarō (1950)
Ōta Dōkan (1956)[6]

1. ↑  Midori no kage (緑の影), Yūho-Park (遊歩公園), Ōita.
2. ↑  „Prinz Chichibu als Bergsteiger“ (秩父宮殿下登山像), Gotemba, Präfektur Shizuoka.
3. ↑  Hatoyama Kazuo (鳩山 和夫; 1856–1911), einflussreicher Politiker der Meiji-Zeit, mit Gemahlin Haruko, Hatoyama-Halle (鳩山会館 Hatoyama kaikan), Tokio.
4. ↑  Shimai (姉妹),Yūho-Park, Ōita.
5. ↑  Yūho-Park,  Ōita.
6. ↑  Tokyo International Forum (Tokyo).